# Donnellsmithia
Donnellsmithia es un género de plantas de la familia Apiaceae, es originario de América desde el norte de México al norte de Colombia y el oeste de Venezuela.

## Descripción
Son hierbas perennes, con una raíz axonomorfa delgada surgiendo de un cáudex fibroso, esencialmente glabras y glaucas, 3–12 dm de alto. Hojas deltoides a orbiculares, 4–20 cm de diámetro, ternado o ternado-pinnadamente divididas, con las divisiones lineares a filiformes, glabras o escabriúsculas. Inflorescencias cimosamente ramificadas, umbelas compuestas, con pedúnculos pequeños o raramente sésiles, rayos generalmente 4–6, 1–3.5 cm de largo, flores perfectas o estaminadas, amarillas; cáliz obsoleto; pétalos con el ápice inflexo; estilopodio inconspicuo; carpóforo bipartido. Fruto ovoide, 2–3 mm de diámetro, ligeramente comprimido lateralmente, con costillas filiformes, vitas varias en los intervalos y en la comisura; semillas sulcadas adaxialmente.

## Taxonomía
El género fue descrito por J.M.Coult. & Rose y publicado en Botanical Gazette 15(1): 15, f. 2. 1890.

## Especies
| - Donnellsmithia ampulliformis - Donnellsmithia biennis - Donnellsmithia breedlovei - Donnellsmithia coahuilensis - Donnellsmithia cordata - Donnellsmithia dissecta - Donnellsmithia guatemalensis - Donnellsmithia hintonii - Donnellsmithia juncea - Donnellsmithia madrensis | - Donnellsmithia mexicana - Donnellsmithia ovata - Donnellsmithia peucedanoides - Donnellsmithia pinnatisecta - Donnellsmithia reticulata - Donnellsmithia serrata - Donnellsmithia silvicola - Donnellsmithia submontana - Donnellsmithia ternata - Donnellsmithia tuberosa |